# Ilisia incongruens
Ilisia incongruens är en tvåvingeart som först beskrevs av Alexander 1913.  Ilisia incongruens ingår i släktet Ilisia och familjen småharkrankar. Inga underarter finns listade i Catalogue of Life.